# Rafał Kurzawa
Rafał Maciej Kurzawa (Wieruszów, 29 januari 1993) is een Pools voetballer die doorgaans speelt als middenvelder. In juli 2025 verruilde hij Pogoń Szczecin voor Bruk-Bet. Kurzawa maakte in 2017 zijn debuut in het Pools voetbalelftal.

## Clubcarrière
Kurzawa speelde in de jeugd van Sokół Świba, Marcinki Kępno en kwam in 2010 terecht in de opleiding van Górnik Zabrze. Bij die club brak hij in eerste instantie niet door in het eerste elftal, waardoor hij eerst anderhalf jaar op huurbasis doorbracht bij ROW Rybnik. Na zijn terugkeer bij Górnik kreeg hij meer speeltijd in het eerste elftal. Na een degradatie uit de Ekstraklasa speelde Kurzawa in het seizoen 2016/17 nog meer en binnen één jaar promoveerde Górnik weer naar het hoogste niveau. Ook daar behield de middenvelder zijn basisplaats. In de zomer van 2018 maakte Kurzawa transfervrij de overstap naar Amiens, waar hij zijn handtekening zette onder een verbintenis voor de duur van drie seizoenen. In de winterstop van het seizoen 2018/19 werd de Pool voor een halfjaar verhuurd aan FC Midtjylland. Begin 2020 werd hij voor een half seizoen verhuurd aan Esbjerg fB. Hierna verliet Kurzawa Amiens definitief en na een halfjaar zonder club keerde hij terug naar Polen, bij Pogoń Szczecin. In 2025 nam Bruk-Bet hem over.

## Clubstatistieken
| Seizoen | Club             | Competitie  | Competitie | Competitie | Beker | Beker | Internationaal | Internationaal | Totaal | Totaal |
| Seizoen | Club             | Competitie  | Wed.       | Dlp.       | Wed.  | Dlp.  | Wed.           | Dlp.           | Wed.   | Dlp.   |
| ------- | ---------------- | ----------- | ---------- | ---------- | ----- | ----- | -------------- | -------------- | ------ | ------ |
| 2011/12 | Górnik Zabrze    | Ekstraklasa | 0          | 0          | 0     | 0     | —              | —              | 0      | 0      |
| 2012/13 | → ROW Rybnik     | II liga     | 32         | 3          | 0     | 0     | —              | —              | 32     | 3      |
| 2013/14 | → ROW Rybnik     | I liga      | 17         | 1          | 0     | 0     | —              | —              | 17     | 1      |
| 2013/14 | Górnik Zabrze    | Ekstraklasa | 5          | 0          | 0     | 0     | —              | —              | 5      | 0      |
| 2014/15 | Górnik Zabrze    | Ekstraklasa | 12         | 0          | 1     | 0     | —              | —              | 13     | 0      |
| 2015/16 | Górnik Zabrze    | Ekstraklasa | 23         | 1          | 1     | 0     | —              | —              | 24     | 1      |
| 2016/17 | Górnik Zabrze    | I liga      | 33         | 4          | 2     | 1     | —              | —              | 35     | 5      |
| 2017/18 | Górnik Zabrze    | Ekstraklasa | 36         | 2          | 5     | 2     | —              | —              | 41     | 4      |
| 2018/19 | Amiens           | Ligue 1     | 11         | 1          | 3     | 0     | —              | —              | 14     | 1      |
| 2018/19 | → FC Midtjylland | Superligaen | 6          | 1          | 2     | 0     | —              | —              | 8      | 1      |
| 2019/20 | Amiens           | Ligue 1     | 0          | 0          | 0     | 0     | —              | —              | 0      | 0      |
| 2019/20 | → Esbjerg fB     | Superligaen | 12         | 2          | 1     | 0     | —              | —              | 13     | 2      |
| 2020/21 | Pogoń Szczecin   | Ekstraklasa | 10         | 2          | 0     | 0     | —              | —              | 10     | 2      |
| 2021/22 | Pogoń Szczecin   | Ekstraklasa | 22         | 1          | 1     | 0     | 2              | 0              | 25     | 1      |
| 2022/23 | Pogoń Szczecin   | Ekstraklasa | 17         | 0          | 2     | 0     | 0              | 0              | 19     | 0      |
| 2023/24 | Pogoń Szczecin   | Ekstraklasa | 26         | 1          | 3     | 0     | 4              | 0              | 33     | 1      |
| 2024/25 | Pogoń Szczecin   | Ekstraklasa | 28         | 1          | 6     | 1     | —              | —              | 34     | 2      |
| 2025/26 | Bruk-Bet         | Ekstraklasa | 0          | 0          | 0     | 0     | —              | —              | 0      | 0      |
| Totaal  | Totaal           | Totaal      | 288        | 20         | 26    | 4     | 6              | 0              | 320    | 24     |

Bijgewerkt op 8 juli 2025.

## Interlandcarrière

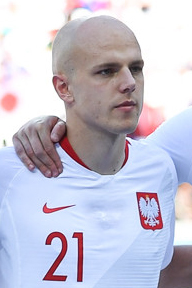
Kurzawa met Polen tijdens het WK 2018

Kurzawa maakte zijn debuut in het Pools voetbalelftal op 13 november 2017, toen met 0–1 verloren werd van Mexico door een goal van Raúl Jiménez. Hij moest van bondscoach Adam Nawałka als wisselspeler aan het duel beginnen en hij viel zeven minuten voor tijd in voor Maciej Rybus. De andere debutant dit duel was Tomasz Kędziora (Dynamo Kiev). Kurzawa werd in juni 2018 door Nawałka opgenomen in de selectie van Polen voor het wereldkampioenschap in Rusland. Op het toernooi werd Polen uitgeschakeld na nederlagen tegen Senegal (1–2) en Colombia (0–3). De derde groepswedstrijd tegen Japan werd wel gewonnen (0–1). Kurzawa speelde alleen tegen Japan mee.
| Interlands van Rafał Kurzawa voor Polen | Interlands van Rafał Kurzawa voor Polen | Interlands van Rafał Kurzawa voor Polen | Interlands van Rafał Kurzawa voor Polen | Interlands van Rafał Kurzawa voor Polen | Interlands van Rafał Kurzawa voor Polen | Interlands van Rafał Kurzawa voor Polen |
| №                                       | Datum                                   | Wedstrijd                               | Uitslag                                 | Competitie                              | Goals                                   |                                         |
| Als speler bij Górnik Zabrze            | Als speler bij Górnik Zabrze            | Als speler bij Górnik Zabrze            | Als speler bij Górnik Zabrze            | Als speler bij Górnik Zabrze            | Als speler bij Górnik Zabrze            | Als speler bij Górnik Zabrze            |
| --------------------------------------- | --------------------------------------- | --------------------------------------- | --------------------------------------- | --------------------------------------- | --------------------------------------- | --------------------------------------- |
| 1                                       | 13 november 2017                        | Polen – Mexico                          | 0 – 1                                   | Vriendschappelijk                       |                                         |                                         |
| 2                                       | 23 maart 2018                           | Polen – Nigeria                         | 0 – 1                                   | Vriendschappelijk                       |                                         |                                         |
| 3                                       | 27 maart 2018                           | Polen – Zuid-Korea                      | 3 – 2                                   | Vriendschappelijk                       |                                         |                                         |
| 4                                       | 28 juni 2018                            | Japan – Polen                           | 0 – 1                                   | WK 2018                                 |                                         |                                         |
| Als speler bij Amiens                   |                                         |                                         |                                         |                                         |                                         |                                         |
| 5                                       | 7 september 2018                        | Italië – Polen                          | 1 – 1                                   | Nations League 2018/19                  |                                         |                                         |
| 6                                       | 11 september 2018                       | Polen – Ierland                         | 1 – 1                                   | Vriendschappelijk                       |                                         |                                         |
| 7                                       | 11 oktober 2018                         | Polen – Portugal                        | 2 – 3                                   | Nations League 2018/19                  |                                         |                                         |

Bijgewerkt op 8 juli 2025.

## Erelijst
| DBU Pokalen | 1 | 2018/19 |